# SN 2004dj
SN 2004dj — сверхновая звезда типа II-P, вспыхнувшая 31 июля 2004 года в галактике NGC 2403, которая находится в созвездии Жираф. Самая яркая сверхновая со времени вспышки SN 1987A.

## Характеристики
Сверхновая была зарегистрирована
японским астрономом-любителем Коити Итагаки (англ. Koichi Itagaki). Прародителем сверхновой была звезда сверхгигант, имевшая массу около 12 солнечных масс. Она находилась в молодом компактном звёздном скоплении Sandage 96, которое расположено в спиральном рукаве родительской галактики. Вспышка была настолько яркой, что затмила все остальные звёзды скопления. Возраст взорвавшейся звезды, как и многих других членов скопления, составлял 14 миллионов лет (стоит отметить, что приблизительно половина звёзд скопления значительно старше — 32—100 миллионов лет, что объясняется гравитационным захватом этих звёзд в скопление).